# LEW EL 21
Die EL 21 ist eine Gleichstrom-Elektrolokomotive in russischer Breitspur, die in den Jahren 1981–1986 vom Lokomotivbau Elektrotechnische Werke „Hans Beimler“ Hennigsdorf für Industriebahnen hergestellt wurde.

## Geschichte
Bei der Lokomotive handelt es sich um eine Weiterentwicklung der elektrischen Lokomotive LEW EL 1, die zuvor im selben Werk für die UdSSR hergestellt wurde. Im Vergleich zu ihren Vorgängerinnen waren die neuen Lokomotiven unter rauen klimatischen Bedingungen zuverlässiger im Betrieb. 265 dieser Lokomotiven wurden für Bergbau-Eisenbahnen in der Sowjetunion gebaut. Einige waren noch 2018 in Steinbrüchen und anderen Industrieunternehmen in Russland, der Ukraine und Kasachstan in Betrieb.

## Konstruktion
Die elektrische Lokomotive hat einen zweigeteilten Rahmen, von denen jeder Teil einen Führerstand hat. Insgesamt gibt es drei zweiachsige Drehgestelle. Auf dem mittleren werden beide Rahmenteile abgestützt.
Die Radsätze haben einen Durchmesser von 1220 mm und sind in Rollenlagern gelagert. Die Elektrolokomotive ist mit sechs Traktionselektromotoren GBM-350/1500XC ausgestattet. Die Dauerleistung beträgt 6 × 290 kW bei einer Spitzenleistung von 6 × 350 kW.
Die Lokomotive ist für die Stromversorgung über die zentrale Oberleitung und seitliche Kontaktdrähte mit einem Gleichspannung von 1,5 kV ausgelegt. Die Fahrmotoren jedes Drehgestells können in Reihe und parallel geschaltet werden. Beim rheostatischen Bremsen wird die Selbsterregung von Motoren verwendet, während die Traktionselektromotoren paarweise parallel geschaltet sind und jede Gruppe von Traktionsmotoren für ihre eigene Widerstandsgruppe geschlossen ist. Es ist möglich, die Lok mit niedriger Geschwindigkeit zu betreiben, wenn alle Fahrmotoren in Reihe geschaltet sind.
Die elektrische Lokomotive ist mit zwei Kompressoren mit einer Kapazität 2,5 m³/min bei einem Druck von 9 kgf/cm² (8,8 bar) ausgestattet, um die Bremsanlage mit Druckluft zu versorgen und die elektropneumatischen Schütze und Sanddüsen der elektrischen Lokomotive zu betreiben. Die Fahrmotoren und Anlaufwiderstände werden von sechs Lüftern gekühlt.
Das Gewicht der Elektrolokomotive beträgt 160 Tonnen, der Mindestradius befahrbarer Kurven bei einer Geschwindigkeit von 5 km/h beträgt 80 m. Sie wurde mit bis zu 31 km/h bzw. 33,6 km/h betrieben, obwohl sie für eine Höchstgeschwindigkeit von 65 km/h ausgelegt war.